# Vijay Varma
 (juin 2023).
La mise en forme du texte ne suit pas les recommandations de Wikipédia : il faut le « wikifier ».
Les points d'amélioration suivants sont les cas les plus fréquents. Le détail des points à revoir est peut-être précisé sur la page de discussion.
- Les titres sont pré-formatés par le logiciel. Ils ne sont ni en capitales, ni en gras.
- Le texte ne doit pas être écrit en capitales (les noms de famille non plus), ni en gras, ni en italique, ni en « petit »…
- Le gras n'est utilisé que pour surligner le titre de l'article dans l'introduction, une seule fois.
- L'italique est rarement utilisé : mots en langue étrangère, titres d'œuvres, noms de bateaux, etc.
- Les citations ne sont pas en italique mais en corps de texte normal. Elles sont entourées par des guillemets français : « et ».
- Les listes à puces sont à éviter, des paragraphes rédigés étant largement préférés. Les tableaux sont à réserver à la présentation de données structurées (résultats, etc.).
- Les appels de note de bas de page (petits chiffres en exposant, introduits par l'outil «  Source ») sont à placer entre la fin de phrase et le point final[comme ça].
- Les liens internes (vers d'autres articles de Wikipédia) sont à choisir avec parcimonie. Créez des liens vers des articles approfondissant le sujet. Les termes génériques sans rapport avec le sujet sont à éviter, ainsi que les répétitions de liens vers un même terme.
- Les liens externes sont à placer uniquement dans une section « Liens externes », à la fin de l'article. Ces liens sont à choisir avec parcimonie suivant les règles définies. Si un lien sert de source à l'article, son insertion dans le texte est à faire par les notes de bas de page.
- La présentation des références doit suivre les conventions bibliographiques. Il est recommandé d'utiliser les modèles {{Ouvrage}}, {{Chapitre}}, {{Article}}, {{Lien web}} et/ou {{Bibliographie}}. Le mode d'édition visuel peut mettre en forme automatiquement les références.
- Insérer une infobox (cadre d'informations à droite) n'est pas obligatoire pour parachever la mise en page.

Pour une aide détaillée, merci de consulter Aide:Wikification.
Si vous pensez que ces points ont été résolus, vous pouvez retirer ce bandeau et améliorer la mise en forme d'un autre article.
Vijay Varma est un acteur indien qui travaille principalement dans le cinéma hindi. Varma s'est fait connaître pour son rôle dans Pink (2016) et a depuis joué dans plusieurs rôles acclamés par la critique dans MCA (2017), Gully Boy (2019), Baaghi 3 (2020), Darlings (2022) et la Websérie Mirzapur (2020-Aujourd'hui), She (2021) et Dahaad (2023).

## Jeunesse et éducation
Vijay Varma est né le 29 mars 1986 dans une famille Marwari installée à Hyderabad, Telangana. Il a étudié à la FTII.

## Carrière
Vijay Varma a commencé sa carrière d'acteur en tant que comédien de théâtre dans sa ville natale, Hyderabad. Il a travaillé dans de nombreuses pièces de théâtre avant de se décider à déménager à Pune pendant deux ans pour suivre une formation de théâtre à FTII. Après avoir terminé son cours de troisième cycle, il a déménagé à Mumbai à la recherche d'un travail d'acteur. Son premier travail d'acteur était dans le court métrage de Raj Nidimoru et Krishna DK intitulé Shor qui a été très appréciés dans les festivals et a remporté le prix du meilleur court métrage au festival MIAAC, à New York cette année-là. Il a également travaillé dans le film acclamé par la critique Pink.

## Filmographie
| † | Désigne les films qui ne sont pas encore sortis |

- Tous les films sont en hindi, sauf indication contraire.

### Films
| Année | Titre                     | Rôle                   | Remarques           |
| ----- | ------------------------- | ---------------------- | ------------------- |
| 2008  | Shor                      | Ramesh                 | Court métrage       |
| 2012  | Chittagong                | Jhunku (Subodh Roy)    |                     |
| 2013  | Rangrez                   | Pakkya                 |                     |
| 2014  | Gang of Ghosts            | Robin Hoodda           |                     |
| 2016  | Pink                      | Ankit Malhotra         |                     |
| 2017  | Monsoon Shootout          | Adi                    |                     |
| 2017  | Raag Desch                | Jamal Kidwaï           |                     |
| 2017  | MCA                       | Siva                   | Film télougou       |
| 2018  | Manto                     | Ansar Shabnam Dil      |                     |
| 2019  | Gully Boy                 | Moeen                  |                     |
| 2019  | Super 30                  | Fugga Kumar (plus âgé) | Apparition spéciale |
| 2020  | Ghosts Stories            | Guddu                  | Film d'anthologie   |
| 2020  | Baghi 3                   | Akhtar Lahori          |                     |
| 2020  | Bamfaad                   | Jigar Fareedi          |                     |
| 2020  | Yaara                     | Rizwan Sheikh          |                     |
| 2022  | Hurdang                   | Loha Singh             |                     |
| 2022  | Darlings                  | Hamza Shaikh           |                     |
| 2023  | Lust Stories 2            | À déterminer           |                     |
| 2023  | The devotion of Suspect X | À déterminer           | Post-production     |
| 2023  | Afghaani Snow             | À déterminer           | Tournage            |

### Websérie
| Année        | Titre                        | Rôle                          | Remarques |
| ------------ | ---------------------------- | ----------------------------- | --------- |
| 2018         | Cheers-Friends, Reunion, Goa | Ciggy                         |           |
| 2020         | A Suitable Boy               | Rasheed                       | [ 4 ]     |
| 2020         | She                          | Sasya                         |           |
| 2020-présent | Mirzapur                     | Shatrughan Tyagi/Bharat Tyagi |           |
| 2021         | OK Computer                  | Saajan Kundu                  |           |
| 2023         | Dahaad                       | Anand Swarnakar               |           |

## Récompenses et nominations
| Année | Récompense                    | Catégorie                                            | Film      | Résultat   | Ref.  |
| ----- | ----------------------------- | ---------------------------------------------------- | --------- | ---------- | ----- |
| 2019  | 26th Screen Awards            | Meilleur acteur dans un second rôle                  | Gully Boy | Nomination |       |
| 2020  | 65th Filmfare Awards          | Meilleur acteur dans un second rôle                  | Gully Boy | Nomination | [ 5 ] |
| 2023  | Bollywood Hungama Style Icons | Icône émergente la plus élégante                     | NC        | Lauréat    | [ 6 ] |
| 2023  | Bollywood Hungama Style Icons | Talent révolutionnaire le plus élégant (homme)       | NC        | Nomination | [ 6 ] |
| 2023  | 2023 Filmfare OTT Awards      | Meilleur acteur dans une série dramatique (critique) | Dahaad    | Lauréat    | [ 7 ] |
| 2023  | 2023 Filmfare OTT Awards      | Meilleur acteur dans une série dramatique            | Dahaad    | Nomination |       |
| 2023  | 2023 Filmfare OTT Awards      | Meilleur acteur (Film original sur le Web)           | Darlings  | Nomination |       |